# Louisville (Illinois)
Louisville település az Amerikai Egyesült Államok Illinois államában, Clay megyében, melynek megyeszékhelye is. Lakosainak száma 1136 fő (2020. április 1.).

## Népesség
A település népességének változása:

| 2010 | 1 139 |
| 2020 | 1 136 |